# Liste des évêques de Rieux
Pour un article plus général, voir Diocèse de Rieux.

Carte du diocèse de Rieux en 1781

Cet article liste les évêques de Rieux, aujourd'hui Rieux-Volvestre en Haute-Garonne.

## Liste
- Guillaume de Broce 11 juillet 1317
- Pilfort de Rabastens 1317-1320, cardinal en 1320
- Bertrand I de Piletort, du 30 mai 1321 au 9 novembre 1321
- Bertrand II de Cardaillac 1321-1324
- Jean Tissandier 1324-1348, cordelier
- Antoine de Loubens de Verdale, 1348-1349
- Durand des Chapelles, 1349-1353
- Jean II Roger 1353-1357
- Pierre de Saint-Martial  1357-1371
- Jean III de Lanta 1371-1383
- Jean IV 1383-1392, obédience d'Avignon
- Jérôme de Foix 1392–1393
- Thomas 1393-1401, obédience d'Avignon
- Guillaume II du Puy, 1401-1405
- Pierre Trousseau de Lévis 1405-1416, dominicain
- Vital du Lyon du Campet 1416
- Gaucelin de Bousquet 1416-1426
- Hugues de Roffignac 1426-1460
- Pierre Bonald 1460-1462
- Geoffroy de Bazillac 1462-1480
- Pierre d'Abzac de la Douze 1480-1487
- Hugues d'Espagne 1487-1500, schisme diocésain
- Bertrand d'Espagne 1500-1509
- Pierre-Louis de Voltan 1509-1517
- Gaspard de Montpezat 1518-1522, cistercien
- Louis I d’Aurelles
- Jean de Pins 1522-1537
- François du Bourg 1537-1564
- vacance du siège 1564-1575
- Jean-Baptiste du Bourg 1575-1602
- Jean de Bertier 1602-1620
- Jean-Louis de Bertier 1620-1662
- Antoine-François de Bertier 1662-1705
- Pierre V de Charité de Ruthie 1706-1718
- Alexandre de Johanne de Saumery 1720-1747
- Jean-Marie de Catellan 1747-1771
- Pierre-Joseph de Lastic-Lescure 1771-1801

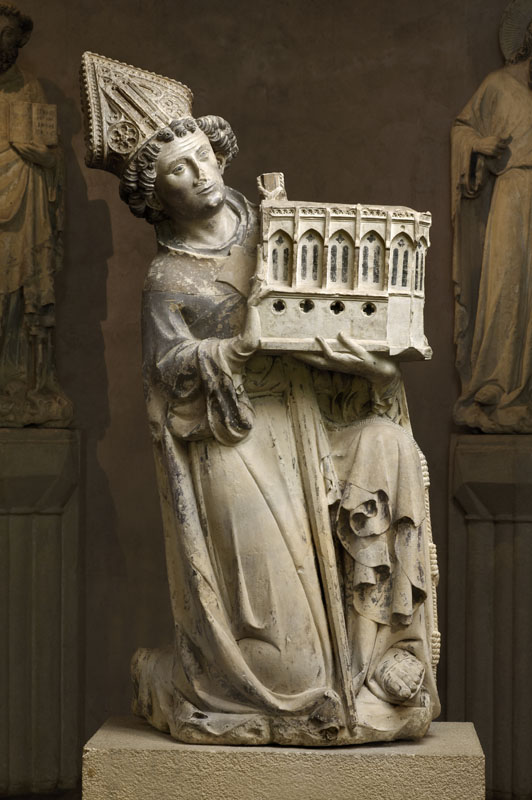
Jean Tissandier
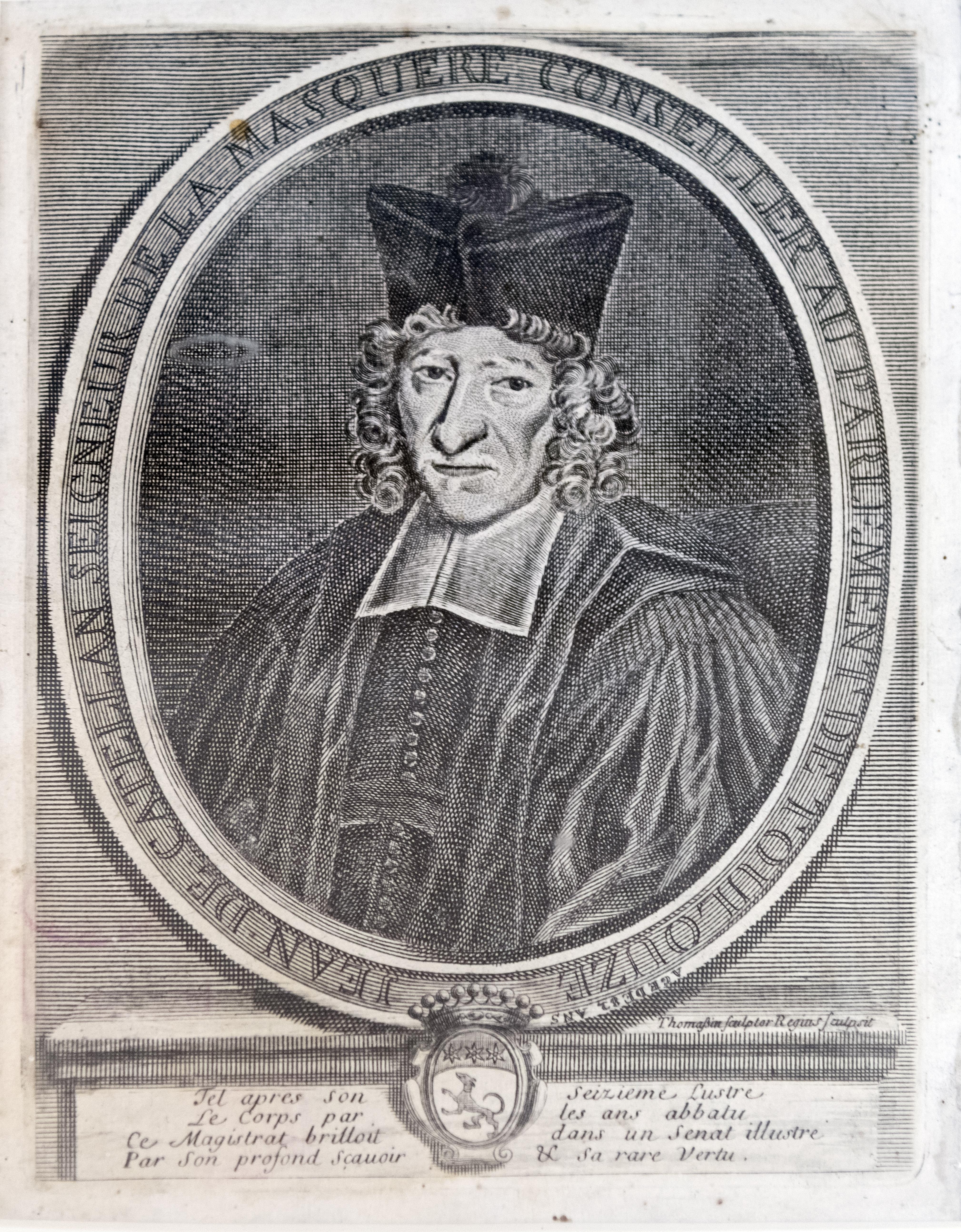
Jean-Marie de Catellan
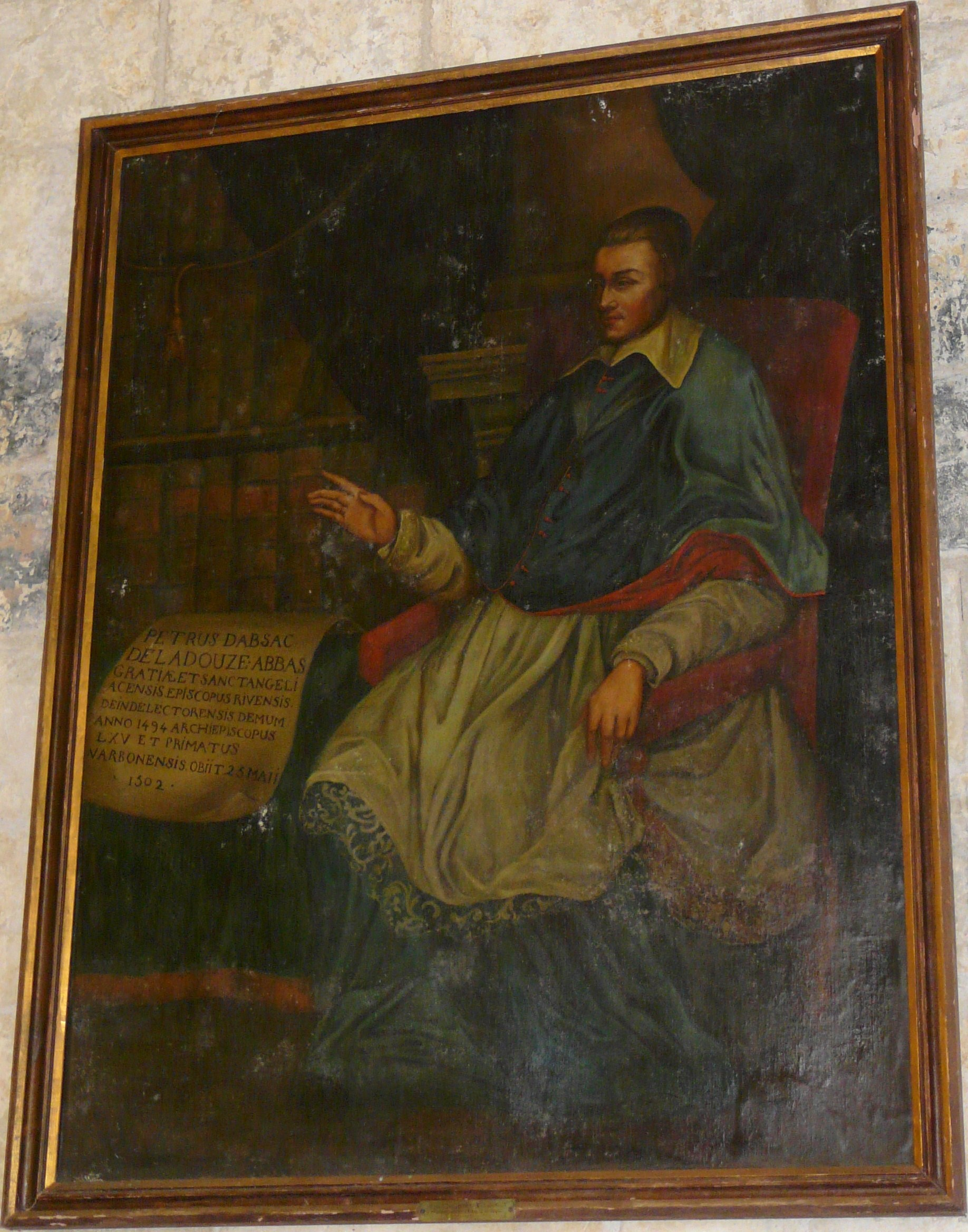
Pierre d'Abzac de la Douze
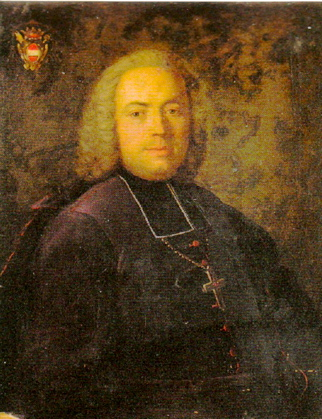
Pierre-Joseph de Lastic-Lescure